# Voli imprevedibili
Voli imprevedibili è un album tributo a Franco Battiato, pubblicato nel 2004 da Nun/Edel. Si tratta del secondo album tributo al cantautore siciliano dopo Battiato non Battiato (1996, Cyclope).

## Tracce
1. Emilia Maiello e Planet Funk – Gli uccelli (Battiato-Pio)
2. Morgan – L'oceano di silenzio (Battiato-Pio)
3. Carmen Consoli – Stranizza d'amuri (Battiato-Pio)
4. Negrita – Up patriots to arms (Battiato-Pio)
5. Delta V – La cura (Battiato-Sgalambro)
6. Alice – È stato molto bello (Battiato-Sgalambro)
7. Bluvertigo – Prospettiva Nevsky (Battiato-Pio)
8. Paola Turci – Povera patria (Battiato-Pio)
9. Megahertz – Una cellula (Albergoni-Battiato-Massara)
10. Marina Rei – La stagione dell'amore (Battiato)
11. Filippo Gatti e Diaz Ensemble – Summer on a solitary beach (Battiato-Pio)
12. Pacifico – L'animale (Battiato)
13. Lele Battista – L'esodo (Battiato-Pio)
14. Giuni Russo – Il re del mondo (Battiato-Pio)
15. Premiata Forneria Marconi – Bandiera bianca (Battiato-Pio)
16. Consorzio Suonatori Indipendenti – E ti vengo a cercare (Battiato)